# Macropodanthus philippinensis
Macropodanthus philippinensis är en orkidéart som beskrevs av Louis Otho Otto Williams. Macropodanthus philippinensis ingår i släktet Macropodanthus och familjen orkidéer. Inga underarter finns listade i Catalogue of Life.